# Value Investing
Value Investing (auch wertorientiertes Anlegen) ist eine Anlagestrategie bzw. ein Investment-Stil, bei der Kauf- und Verkaufsentscheidungen für Wertpapiere vorwiegend unter Bezugnahme auf den realwirtschaftlichen Gegenwert der Anlagen, den so genannten inneren Wert (englisch intrinsic value) getroffen werden. Das heißt, dass sich Kauf- bzw. Verkaufsentscheidungen bezüglich Aktien am Verhältnis des aktuellen Preises zum Wert, also der Relation Preis/Wert, orientieren. Der Investitionsansatz ist folglich der Fundamentalanalyse zugehörig. Dadurch unterscheidet sich Value Investing grundlegend von Investmentstrategien, die auf technischer Analyse und Momentum beruhen und damit zumeist nur die bisherige Entwicklung des Marktpreises (Kurses) des Investments im Zeitverlauf betrachten oder sich schlicht nach der Nachrichtenlage richten (Noise Trading). Empirische Studien zeigen, dass mit sogenannten Style-Investments, wie dem Value Investing, risikoadjustierte Überrenditen im Vergleich zu einem Marktindex (z. B. dem DAX) erzielt werden können. Interessant für einen Anleger ist bei der Beurteilung einer speziellen Value-Investing-Strategie deren Implikation für die Aktienrendite und das Risiko (z. B. die Volatilität der Rendite).

## Geschichte
Als Begründer und Vater des Value Investing gilt der US-amerikanische Wirtschaftswissenschaftler und Investor Benjamin Graham (1894–1976), der zusammen mit David Dodd 1934 das Buch Security Analysis veröffentlichte, welches noch heute als Standardwerk des Value Investing gilt. Ein wichtiges Konzept des Buches ist die sogenannte Sicherheitsmarge (englisch margin of safety), welche die Differenz zwischen dem inneren Wert (auch als intrinsischer oder fairer Wert bezeichnet) eines Wertpapiers und dessen Marktpreis darstellt. Diese Sicherheitsmarge dient der Risikobegrenzung und dem Kapitalerhalt des Investors. Deswegen ist ein Value Investor nur bereit, für ein Wertpapier weniger als dessen inneren Wert zu bezahlen, weil daraus eine positive Sicherheitsmarge resultiert. Je größer die Sicherheitsmarge ist, desto geringer ist das Risiko für den Investor. Während der Marktwert sich aus Angebot und Nachfrage ergibt, wird der innere Wert mit Hilfe der Fundamentalanalyse ermittelt.
Diese grundlegende These des Value Investing wurde durch Investoren wie Warren Buffett und Peter Lynch und die von ihnen oder über sie verfassten Bücher zunehmend bekannter. Im Laufe der Zeit wurde begonnen, zusätzlich qualitative Faktoren bei der Ermittlung des fairen Unternehmenswertes zu berücksichtigen.
Dazu gehören etwa die Robustheit des Geschäftsmodells, die Qualität des Managements sowie mögliche Wettbewerbsvorteile des Unternehmens. Die Bewertung der qualitativen Faktoren basiert auf subjektiven Einschätzungen der Investoren. Dieser Einbezug unterschiedlichster Qualitätsfaktoren begründet sich im Quality Investing.

## Vorgehensweise und Abgrenzung zu anderen Investmentstrategien
Beim Value Investing wird nach einzelnen Wertpapieren gesucht, die unterbewertet sind. Dieser Prozess wird im Falle von Aktien auch als Stock Picking bezeichnet. Dazu versucht man den inneren Wert der betrachteten Wertpapiere mithilfe der Fundamentalanalyse zu ermitteln. Bei Investitionsentscheidungen nutzt das Value Investing zeitlich begrenzte Ineffizienzen an den Finanzmärkten bei der Preisbildung aus, indem es gezielt Wertpapiere zu Preisen kauft, die gemessen am inneren Wert des Wertpapieres zu niedrig sind (Aktienwert/innerer Wert < 1). Dabei nimmt das Value Investing einen unvollkommenen Kapitalmarkt als Basis an. Bei vollkommenen Kapitalmärkten wäre das Value Investing nicht möglich, da der Preis (P) zu jedem Zeitpunkt dem inneren Wert (W) entspräche. Dies würde dazu führen, dass das Verhältnis Preis zu Wert (P/W) zu jedem Zeitpunkt gleich 1 ist und deshalb keine Entscheidung getroffen werden könnte, welche Aktien unter dem inneren Wert des Unternehmens bewertet sind und das Value Investing dadurch hinfällig wäre.
Im traditionellen Value Investing werden oft nur einfache Bewertungskennzahlen betrachtet und Aktien nach KGV oder KBV bewertet. Solche Bewertungskennzahlen sind jedoch oft unzureichende Schätzer für die Relation von Marktpreis zu innerer Wert, sodass eine fundierte Bestimmung des Werts sinnvoll erscheint. Dafür benötigt man allerdings Bewertungsmethoden, die nicht auf der Hypothese des CAPM basieren, da die zugrundeliegenden Annahmen sowieso zu P/W = 1 führen würden.
Die Überrendite unterbewerteter Unternehmen (mit P/W <1) lässt sich durch die folgenden Aspekte näherungsweise erklären:
1. Abbau der Unterbewertung im Zeitverlauf
2. Überdurchschnittliche Wertentwicklung im Zeitverlauf aufgrund der Stärke des Unternehmens, dies kann vereinfachend folgen aus der Ignoranz von Wachstum
3. Überdurchschnittliche Dividendenrendite
4. Einer geringen Wahrscheinlichkeit der Insolvenz und des damit verbundenen Abbruchs des Zahlungsstroms

Die überdurchschnittliche Performance von unterbewerteten Unternehmen tritt insbesondere in Phasen auf, in denen der Gesamtmarkt einen Kursrückgang aufzeigt.
Es lässt sich zusammenfassen, dass Value Investing als Kauf einer Aktie für weniger als ihren innewohnenden Wert zu definieren ist. Je nachdem, welche Methode bei der Wertbestimmung angewendet wird, weicht der kalkulierte Innere Wert mehr oder weniger stark vom aktuellen Aktienkurs ab.

## Erweiterung des Value Investing
Seit Beginn der 1980er Jahre wurden durch die empirische Kapitalmarktforschung Anomalien aufgedeckt, welche auf die Rendite von Aktien Einfluss nehmen. Diese sind durch das CAPM nicht erklärbar. So deckte beispielsweise eine Untersuchung von Basu auf, dass Aktien mit niedrigem KGV, wie in der Value Investing Theorie behauptet, überdurchschnittlich hohe Renditen erwarten lassen, die durch das CAPM nicht erklärt werden können. Dennoch kann eine niedrige Ausprägung des KGV durch ein überdurchschnittliches Ertragsrisiko und/oder eine überdurchschnittliche Insolvenzwahrscheinlichkeit gerechtfertigt sein. In diesem Fall wäre diese Annahme wertmindernd. Auf Basis dessen, sind Weiterentwicklungen des Value Investing nötig. Dafür lassen sich vorrangig drei Ansatzpunkte ableiten:
1. Statt einfacher Bewertungskennzahlen, wie KGV und KBV, sollte unmittelbar das Preis-Wert Verhältnis (P/W) angegeben werden.
2. Die Bestimmung des Werts W sollte nicht auf finanzierungstheoretische Bewertungsverfahren gestützt sein, die auf der Hypothese vollkommener Märkte basieren und ein P/W = 1 implizieren.
3. Value Investing Ansätze, Bewertungsverfahren und Risikofaktormodelle sollten verknüpft werden, um die relative Bedeutung der Value Faktoren bei der Renditeerklärung zu zeigen und Hinweise für die bisher zu wenig beachteten Werttreiber (z. B. Ertragsvolatilität und Insolvenzwahrscheinlichkeit) erkennen zu können.

Eine Ansatzmöglichkeit zur Weiterentwicklung des Value Investings wäre beispielsweise eine unmittelbare Berechnung des P/W-Verhältnisses ohne bei der Bestimmung auf finanzierungstheoretische Bewertungsverfahren zurückgreifen zu müssen, die implizit von P/W = 1 ausgehen. Dabei wird ein risikogerechter Ertragswert eines Unternehmens berechnet unter der Ableitung des Diskontierungszinssatzes auf Basis des Ertragsrisikos anstatt der Aktienrenditeschwankungen und unter Berücksichtigung der Insolvenzwahrscheinlichkeit, die näherungsweise wie eine negative Wachstumsrate wirkt. Daraufhin werden Aktien von Unternehmen gewählt, deren risikogerechter fundamentaler Wert W besonders deutlich oberhalb des aktuellen Börsenkurses P liegt. Die Ableitung der notwendigen Bewertungsgleichung basiert auf einem Risiko-Wert-Modell. Der Einbezug des Insolvenzrisikos, kann die Qualität der Bewertung deutlich erhöhen und schwerwiegende Fehler bei der Unternehmensbewertung deutlich verringern, da grundsätzliche Fehler unwahrscheinlicher gemacht werden.
Daneben haben Fama und French ein Drei- bzw. Fünffaktorenmodell vorgelegt, womit die Überrenditen von Value-Aktien im Rahmen der Markteffizienzhypothese erklärt werden können. Mit dem Dreifaktorenmodell lassen sich für den US-amerikanischen Aktienmarkt mehr als 90 % der Varianz der Portfoliorendite zwischen 2 diversifizierten Portfolios erklären. Die Überrendite von Warren Buffett's Berkshire Hathaway gegenüber einem marktneutralen Portfolio konnte durch die konsequente Implementierung der Value bzw. Quality Faktoren erklärt werden.